# Eupelops sulcatus
Eupelops sulcatus är en kvalsterart som först beskrevs av Oudemans 1914.  Eupelops sulcatus ingår i släktet Eupelops och familjen Phenopelopidae.

## Underarter
Arten delas in i följande underarter:
- E. s. sulcatus
- E. s. thabazimbiensis